# 蒙大拿大學
46°51′36″N 113°59′7″W / 46.86000°N 113.98528°W
蒙大拿大學（英語：University of Montana，簡稱UM）是一所位於美國蒙大拿州米蘇拉市的公立大學。該校於1893年創立，當今是蒙大拿州最具規模的大學之一。

## 校園環境
蒙大拿大學校園佔地0.81km2，擁有64棟建築物以及一座有2.5萬席的體育館。蒙大拿大學校離冰川國家公園約225公里遠，離黃石國家公園約435公里遠。

## 學術表現
美國《美國新聞與世界報導》2012年全國性大學排名第199名。西班牙《世界大學網路排名》2013年排名美國第165名、世界第576名。中國《世界大學學術排名》2012年排名世界第301–400名。英國《泰晤士專上教育增刊》2012年排名世界第276–300名。

## 著名校友
- 哈羅德·尤里，1934年諾貝爾化學獎得主
- 约翰·P·格勒青格，火星地理學家
- 馬可·安傑羅，保育生物學家
- 西德尼·托馬斯，美国联邦第九巡回上诉法院
- 拉里·克里斯科维亚克，前美國國家籃球協會運動員

## 著名講師
- 戴鴻超，作家